# 西利采 (拉特涅區)
51°46′0″N 24°27′49″E / 51.76667°N 24.46361°E
西利采（烏克蘭語：Сільце），是烏克蘭的村落，位於該國西部沃倫州，由科韋利區負責管轄，始建於1844年，面積1.54平方公里，海拔高度151米，2001年人口608，人口密度每平方公里394.81人。